# Житомирский, Онуфрий Константинович
Житомирский Онуфрий Константинович (1891, Таганрог — 1942, Ленинград) — доктор физико-математических наук, профессор.

## Биография
Родился в 1891 году в семье создателя методики по слоговому обучению грамоте — Константина Григорьевича Житомирского. Рос в многодетной семье среди трёх братьев и сестры. Учился в Таганрогской классической гимназии, по окончании учёбы поступил в Петроградский университет на физико-математическое отделение в 1914 году. В 1918 году был оставлен при кафедре чистой математики, занимаясь подготовкой к получению профессорского звания.
До 1921 года работал в Перми. Изначально был старшим ассистентом кафедры чистой математики физико-математического факультета Пермского государственного университета. Работу ассистентом совмещал с работой преподавателя Пермского института народного образования и Пермской 1-й гимназии. В 1921/22 уч. году трудился в Пермском государственном педагогическом институте при Пермском университете на факультете подготовки преподавателей педагогических техникумов.
С 1922 года по 1930 год, вернувшись в Петроград, работал в Петроградском (после — Ленинградском) институте путей сообщения.
В 1930 году был образован Физико-механический институт из одноименного Ленинградского политехнического института. О. К. Житомирский начал работу в Физико-механическом институте. С 1931 года занимал должность доцента в ЛГУ в секторе математики. В 1933 году была создана Комиссия по проведению математических олимпиад ЛГУ. Житомирский был активным членом комиссии, а 1934 году математические олимпиады проводилось под руководством этой Комиссии. В 1934 году математик принял участие во 2-м Ленинградском Всесоюзном математическом съезде. Тогда же познакомился с выдающимся геометром Стефаном Эммануиловичем Кон-Фоссеном (1902—1936). В 1936 году Житомирскому было утверждено звание профессора и учетно степени доктора физико-математических наук Высшей аттестационной комиссией.
В годы Великой Отечественной войны во время осады Ленинграда профессор работал в составе научной группы профессора-физика С. Э. Фриша (1899—1977). Погиб в начале 1942 года, похоронен на Пискарёвском кладбище.

## Научные труды
- Статья «К неевклидовой геометрии кругов», 1926, ленинградский «Журнал Физико-математического общества»
- Статья «Усиление одной теоремы Вороного», 1928, ленинградский «Журнал Физико-математического общества»
- Статья «Применение теории решёток к классификации кубических форм и областей», 1934, 2-й Всесоюзный математический съезд
- Статья «О классификации кубических форм», 1935, журнал «Доклады Академии Наук СССР», «Известия Академии Наук» / «Sur la classification des forms cubiques»
- Книга «Задачи по высшей геометрии» (изд-во ОНТИ), 1935, сооавт.: В. Д. Львовский (1899—1937) и В. И. Милинский (1898—1942)
- «О поверхностях с плоскими границами теней», 1938, Математический сборник
- «О несгибаемости овалоидов», 1939, ДАН СССР